# Bepansrad bil

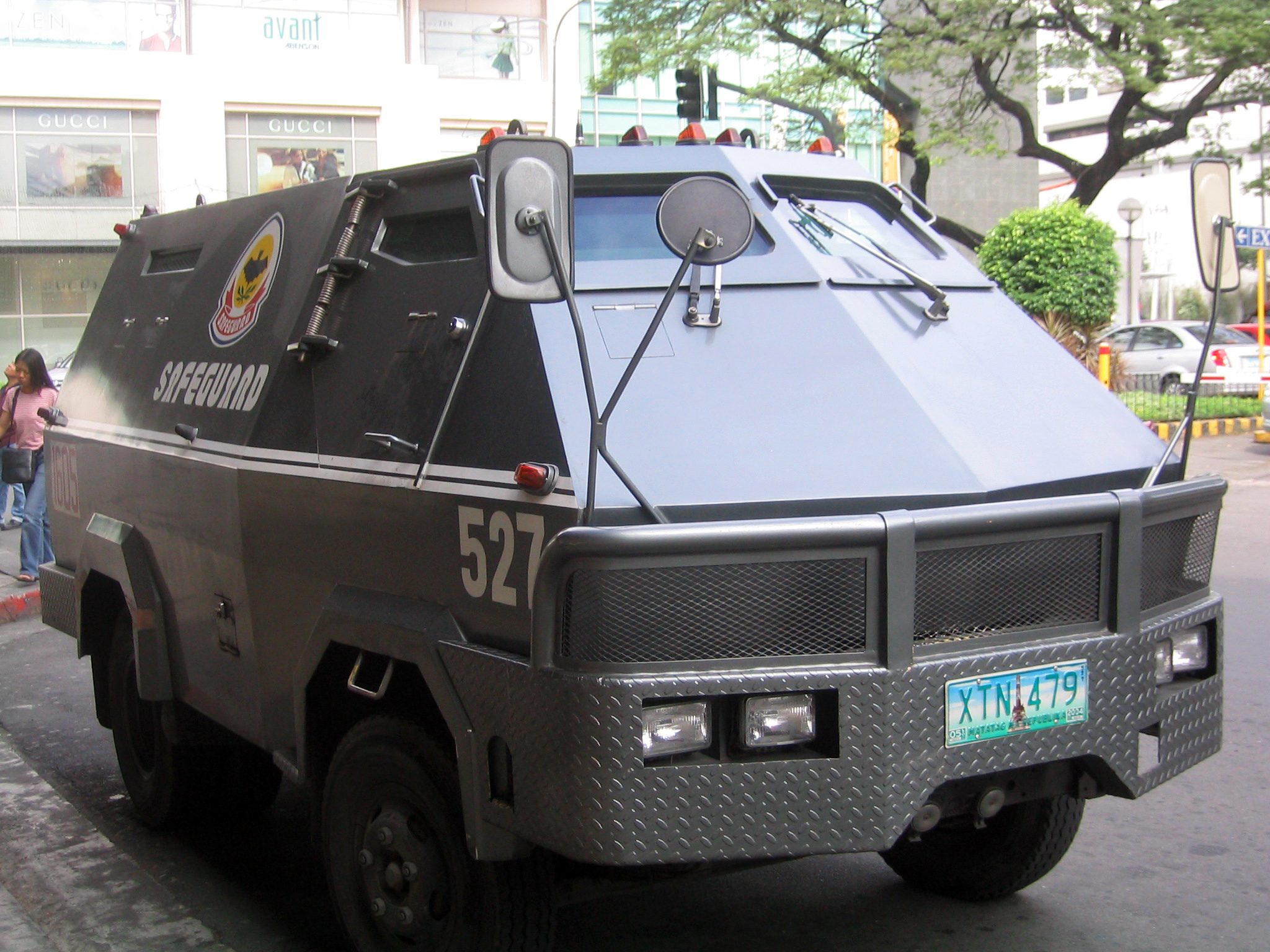
Bepansrad minibuss i Manila

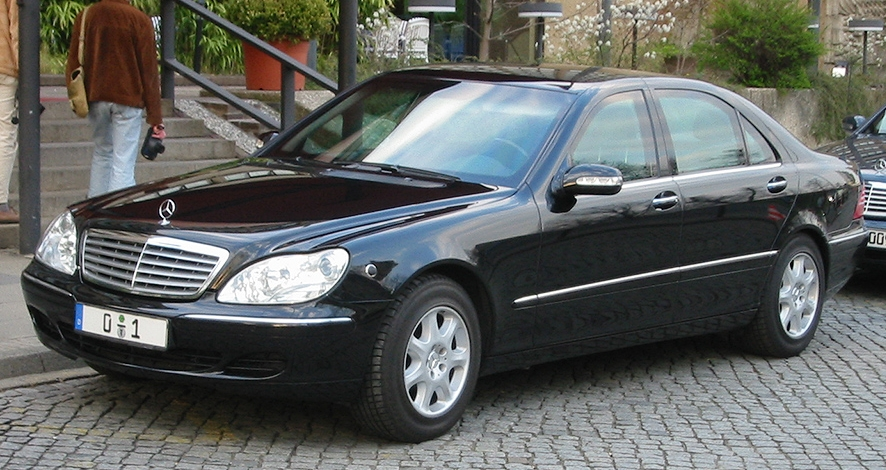
Den bepansrade Mercedes-Benz W220 som tillhör den tyske presidenten.

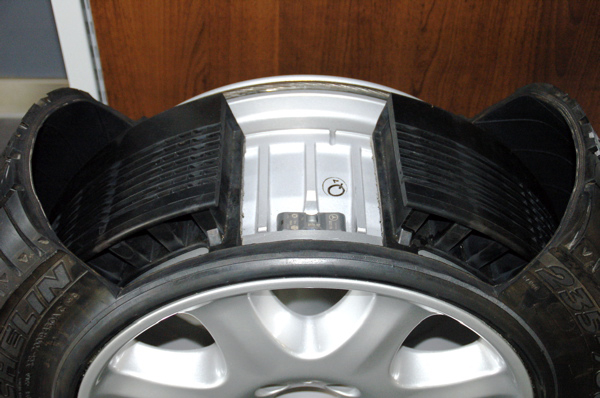
...har bland annat däck som kan köras trots punktering.

Civila bepansrade bilar är antingen (enbart i specialfall) fabrikstillverkade, såsom BMW:s 7-serie "High Security" och de bepansrade Audi A6- och A8-bilarna, eller (i de flesta fall) ombyggda standardbilar. En bepansrad bil tillverkas genom att man byter ut fönstren mot skottsäkert glas och tillför lager av pansar/aramid under bilens yttre karossdelar. Detta är en arbetsdryg process och kostar omkring 100 000 dollar i USA[källa behövs].
De som bygger om bilar låter ofta det yttre utseendet vara oförändrat för att göra den mindre iögonfallande. I de flesta fall används material som Dyneema, aramid, kompositmaterial och ballistiska stålplattor och den ökade vikten motverkas genom att man förbättrar motorn och bromsarna. Kompositpansar är mycket dyrt och används sällan. Förutom bepansringen kan man även tillföra andra säkerhetsdetaljer, såsom eldsläckare, punkteringssäkra däck, explosionssäkra bränsletankar, fjärrstyrning av bilen, tryck- och temperaturkontroll av däcken, en siren eller ett alarm och ett kommunikationssystem mellan bilen och dess utsida. Ibland kan insidan förslutas eller övertrycksättas genom att man använder bilens syrebehållare för att skydda mot gasanfall. Civila bepansrade bilar kan både vara tydligt utrustade med bepansring eller vara helt osärskiljbara från obepansrade modeller.
Bepansrade bilar används vanligtvis av människor som känner sig hotade eller av de som kan ha råd med sådana, till exempel politiker, entreprenörer, ambassadörer, eller i högriskområden såsom Colombia, Irak, Moskva och Washington DC. De är också populära i Mexico City på grund av den våldsamhet som förekommer där. Diplomatiska beskickningar använder ofta bepansrade bilar som standardfordon. Som en sidoeffekt tillkommer säkerheten - bepansrade bilar är ofta mycket säkra ifall man råkar ut för en bilolycka.
Den andra typen av bepansrade fordon är vanligtvis en bepansrad minibuss, som används för att transportera värdesaker, såsom större mängder pengar. Dessa är utrustade för att motstå rånförsök. De kan vara utrustade med beväpnad personal, men är inte bestyckade i sig själva. Dessa bepansrade bilar används ofta av bevakningsfirmor som tillhandahåller säkra värdetransporter för sina klienter.